# Les Sims 2 : Mes petits compagnons
Les Sims 2 : Mes petits compagnons (The Sims 2: Apartment Pets) est un jeu vidéo sortie sur Nintendo DS le 26 août 2008. EA a décrit cet opus comme une suite du jeu Les Sims 2 : Animaux et Cie. Comme dans le jeu original, il permet une grande de personnalisation, permettant aux animaux de compagnie créés une variété importante de couleurs et de tailles.

## Histoire
Le jeu commence quand votre Oncle Bill s'en va en vacances vous laisse prendre soin de l'appartement. Vous pouvez également prendre soin des animaux de compagnie déjà présents dans l'appartement au début du jeu. Peu après cela, le concierge va vous parler d'un chiot abandonné. Il vous le confie jusqu'à ce que le propriétaire soit retrouvé. Le jeu commence alors véritablement, vous devez vous occupez du spa de votre oncle. 
Au fur et à mesure de la partie, vous pourrez améliorer et agrandir votre appartement ainsi que le spa.

## Le spa
Le spa est une autre caractéristique du jeu. Les propriétaires déposent leurs animaux de compagnie, et vous avez un temps imparti pour les guérir et les bichonner. 

## Les mini-jeux
Il y a trois mini-jeux dans cet opus. On distingue Trésors Enfouis, Oiseaux Boogie, et Charmeur de serpent.

## Réception
Les Sims 2: Mes petits compagnons a reçu principalement des critiques négatives. IGN a donné la note de 4,5 sur 10 au jeu, le qualifiant de "trop peu abouti".